# Ogilbyina
Ogilbyina là một chi cá biển thuộc họ Cá đạm bì, được xếp vào phân họ Pseudochrominae. Các thành viên trong chi này được tìm thấy ở vùng biển nhiệt đới ở Tây Thái Bình Dương.

## Các loài
Có 3 loài được ghi nhận trong chi này:
- Ogilbyina novaehollandiae (Steindachner, 1879)
- Ogilbyina queenslandiae (Saville-Kent, 1893)
- Ogilbyina salvati (Plessis & Fourmanoir, 1966)